# Erwin Stein (Richter)
Erwin Stein (* 7. März 1903 in Grünberg; † 15. August 1992 in Fernwald) war ein deutscher Jurist und Politiker (CDU). Er war hessischer Landtagsabgeordneter, Kultus- und Justizminister, sowie später Richter sowohl am Bundesgerichtshof als auch am Bundesverfassungsgericht. Er gilt als einer der Väter der Verfassung des Landes Hessen.

## Leben und Wirken
Erwin Stein wurde am 7. März 1903 im oberhessischen Grünberg als Sohn von Wilhelm Balthasar Stein und dessen Ehefrau Frieda (geb. Ruppel) geboren. Sein Vater war Eisenbahningenieur und als solcher Reichsbahnbau-Oberinspektor. Erwin Stein wurde evangelisch getauft. Die Familie zog ins Ruhrgebiet, sodass Stein von 1909 bis 1912 die Vorschule des Realgymnasiums in Hamborn besuchte. Danach ließ sich die Familie im Rhein-Main-Gebiet nieder. Erwin Stein besuchte zunächst bis 1917 die höhere Bürgerschule in Vilbel sowie eineinhalb Jahre lang die Oberrealschule in Offenbach am Main. Schließlich besuchte er ab Ostern 1919 das Lessing-Gymnasium in Frankfurt am Main. Dort legte er im März 1922 die Reifeprüfung ab. Daraufhin absolvierte Stein das Studium der Rechtswissenschaft an den Universitäten Heidelberg, Frankfurt am Main und Gießen. Er legte im November 1925 das Erste Staatsexamen ab. Anschließend begann Stein mit dem Rechtsreferendariat und promovierte im Jahre 1928 zum Dr. iur. utr. in Gießen mit einer Schrift über Die Geltendmachung von Mehransprüchen nach rechtskräftigem Urteil. Das Zweite Staatsexamen bestand er am 8. April 1929 am Oberlandesgericht Darmstadt.
Erwin Stein wirkte zunächst bis 1933 als Staatsanwalt und Richter an verschiedenen hessischen Gerichten. Bereits am 21. Mai 1931 hatte er Hedwig Herz, die aus dem rheinhessischen Gaulsheim stammte und jüdischen Glaubens war, geheiratet. Nach der Machtübernahme war er aufgrund dieser Mischehe gezwungen, am 17. Juli 1933 um Entlassung aus dem Staatsdienst nachzusuchen und fortan als Rechtsanwalt in Offenbach tätig zu werden. Seine Frau Hedwig hatte am 12. April 1934 ihren Austritt aus der jüdischen Glaubensgemeinschaft erklärt. Trotzdem erfuhr das Ehepaar Repressalien und schmiedete Auswanderungspläne in die Vereinigten Staaten und nach England. Nachdem Hedwig Stein im März 1943 mittels Postkarte die Aufforderung erhalten hatte, sich bei der örtlichen Dienststelle der Gestapo in Offenbach zu melden, plante Erwin Stein die Flucht seiner Frau in die Schweiz. Sie beging am 23. März 1943 Suizid, um sich einer bevorstehenden Deportation in ein Konzentrationslager zu entziehen. Kurze Zeit später wurde Erwin Stein als Panzerschütze in die Wehrmacht eingezogen und geriet kurzzeitig in britische Kriegsgefangenschaft.
Im Sommer 1945 kehrte Stein nach Offenbach zurück und nahm seine Tätigkeit als Rechtsanwalt wieder auf. Zusätzlich wurde er am 1. September 1945 auch Notar. Er engagierte sich in der CDU und als Stadtverordneter von 1946 bis 1948 in Offenbach.
Für die CDU Hessen war Stein Mitglied der vom 15. Juli bis 30. November 1946 tagenden Verfassungberatenden Landesversammlung für Groß-Hessen und ihres Verfassungsausschusses. Bereits im Mai 1946 hatte Stein auf 18 Seiten seine Gedanken zur zukünftigen Verfassung zusammengefasst. So galt sein Wirken in den Verfassungsberatungen auch als prägend. Im September 1946 legte er in der Verfassungberatenden Landesversammlung mit Karl Kanka den „Vollradser Entwurf“, einen Verfassungsentwurf für Hessen, vor, der als Gegenentwurf zu dem von SPD und KPD geprägten offiziellen Verfassungsentwurf des Verfassungsausschusses der Landesversammlung gedacht war. Der Vollradser Entwurf war indes kein wirklicher materieller Gegenentwurf. Es handelte sich vielmehr im Wesentlichen um den Text des offiziellen Entwurfs, aus dem im Sinne eines Organisationsstatuts oder Staatsgrundgesetzes die wesentlichen umstrittenen Bereiche z. B. zu den sozialen Grundrechten und zur Religionsverfassung schlicht ausgeklammert waren. Nach Vorlage des Vollradser Gegenentwurfs kam es am 30. September 1946 zu Kompromissverhandlungen zwischen je drei Abgeordneten von SPD und CDU, die dann die Basis für eine für beide großen Volksparteien akzeptable hessische Landesverfassung schufen. Den Kompromissverhandlungen wohnte Stein selbst nicht bei.
Die CDU stellte Erwin Stein für die erste Landtagswahl in Hessen 1946 als Listenkandidat auf. Von 1946 bis 1951 war Stein Abgeordneter des Hessischen Landtags. Im Kabinett Stock wurde Stein am 7. Januar 1947 hessischer Kultusminister. Als solcher war er im August 1948 Präsident der Kultusministerkonferenz. Nachdem Georg August Zinn als Justizminister aus dem Kabinett ausgeschieden war, war Stein ab dem 9. November 1949 zugleich hessischer Justizminister. Unter seiner Ägide wurden am 16. Juli 1948 die Hessische Landesbibliothek mit der Bibliothek der TH Darmstadt zur Hessischen Landes- und Hochschulbibliothek fusioniert und 1949 die Archivschule Marburg gegründet. Gemeinsam mit Erich Hylla initiierte Stein zudem die Einrichtung der Hochschule für Internationale Pädagogische Forschung in Frankfurt. Von 1952 bis 1991 war er Präsident des Kuratoriums bzw. des Stiftungsrates der Hochschule, die heute den Namen DIPF | Leibniz-Institut für Bildungsforschung und Bildungsinformation trägt. Stein legte einen Bericht über die Pläne zur Erneuerung des Schulwesens im Lande Hessen vom 26. September 1947 vor: Darin schlug er eine schulformübergreifende Orientierungsstufe der Klasse 5/6 mit Wahlmöglichkeiten der Fremdsprachen (Englisch/Latein) vor, dem sich eine additive Gesamtschule anschließen sollte. Die CDU-Fraktion trug diese Reform nicht mit und ließ sie endgültig 1949 scheitern.
Am 1. April 1951 wurde Stein mit Ausnahmegenehmigung des Bundespersonalausschusses Richter am Bundesgerichtshof. Seine Amtszeit im III. Zivilsenat des Bundesgerichtshofes währte nur vom 2. April 1951 bis zum 7. September 1951.
Der Bundesrat wählte Stein am 6. September 1951 auf Lebenszeit in den Ersten Senat des Bundesverfassungsgerichts. Dabei galt es das Bundesverfassungsgericht erstmals zu besetzen. Der Name Steins hatte sich für die Erstbesetzung auf den Vorschlagslisten von CDU/CSU, SPD und Bundesregierung befunden. Dem Senat gehörte Stein vom 7. September 1951 bis zu seinem altersbedingten Ausscheiden am 31. Dezember 1971 an. In dieser Zeit als Bundes- und Verfassungsrichter wohnte er in Baden-Baden. Stein war unter anderem Berichterstatter des Senats beim KPD-Verbot und der Mephisto-Entscheidung. Sein Nachfolger wurde Hans Joachim Faller. Seit 1963 war Erwin Stein Honorarprofessor an der Universität Frankfurt am Main. Am 17. Dezember 1975 wurde er zudem zum Honorarprofessor an der Universität Gießen ernannt.
Stein, Autor zahlreicher juristischer Schriften, war Mitherausgeber der Zeitschrift Neue Politische Literatur. Sein gemeinsam mit Georg August Zinn herausgegebener Gesetzeskommentar zur hessischen Verfassung (erstmals 1954, bis heute fortgeschrieben), kurz als Zinn/Stein bekannt, gilt als Standardwerk.
Erwin Stein starb am 15. August 1992 kinderlos in seinem Wohnhaus im Fernwalder Stadtteil Annerod. Er wurde auf dem Friedhof des Klosters Arnsburg beerdigt. Sein Wohnhaus vermachte Stein testamentarisch der Universität Gießen als Gästehaus. Steins Forderung nach einem „christlichen Sozialismus“ wurde von späteren CDU-Politikern als zeitbedingte Verwirrung verurteilt.

## Auszeichnungen und Ehrungen
Die Justus-Liebig-Universität Gießen ernannte Stein am 4. Juli 1957 zum Ehrensenator in Anerkennung seiner Verdienste um die Medizinische Fakultät. Steins Namen trägt nicht nur eine von ihm kurz vor seinem Tod gegründete Stiftung, die für hervorragende wissenschaftliche Werke den Erwin-Stein-Preis vergibt, sondern (seit 1983) auch die Glasfachschule in Hadamar, (seit 2002) das Frankfurter Erwin-Stein-Haus, Sitz staatlicher Einrichtungen im Bildungsbereich, und das Erwin-Stein-Gebäude in Gießen, früher Finanzamt-Gebäude, heute Sitz von Verwaltungsstellen und Studienservice der Justus-Liebig-Universität.
- 1954: Goethe-Plakette des Hessischen Ministeriums für Wissenschaft und Kunst
- 1963: Großes Bundesverdienstkreuz mit Stern und Schulterband
- 1966: Wilhelm-Leuschner-Medaille
- 1978: Erich-Hylla-Preis
- 1990: Hessischer Verdienstorden

## Schriften
- (Mitverf.): Verfassung des Landes Hessen und Grundgesetz für die Bundesrepublik Deutschland. Mit einer Einführung und einem Anhang: Allgemeine Erklärung der Menschenrechte. 44. Aufl., Gehlen, Bad Homburg vor der Höhe 1991, ISBN 978-3-441-00001-3.
- Selbstfindung in einer Zeit der Selbstentfremdung. Humboldt-Gesellschaft für Wissenschaft, Kunst und Bildung e. V., Mannheim 1983.
- Gesellschaftslehre als fächerübergreifender Unterricht in Geschichte, Erdkunde und Sozialkunde im Lande Hessen. Deutsches Institut für Internationale Pädagogische Forschung, Frankfurt am Main 1982.
- (Mit Ernst Benz, Sophie Latour, Hans Mislin): Leopold Ziegler. Denker des erinnernden Urwissens. Deuter des Weltsinnes. Weg-Weiser in die Zukunft (= Sokratische Weisheit, 2). Aurum, Freiburg im Breisgau 1981, ISBN 3-591-08162-0.
- (Hrsg.): 30 Jahre Hessische Verfassung. 1946–1976. Im Auftrag der Hessischen Landesregierung und des Hessischen Landtags, Steiner, Wiesbaden 1976, ISBN 978-3-515-02555-3.
- Die Institution des Pressebeauftragten. Bericht über die versuchsweise Einführung eines Pressebeauftragten bei der „Hessischen Allgemeinen“ in Kassel und Gutachten über etwaige gesetzliche Regelungen. Verlag der „Hessischen Allgemeinen“ Dierichs, Kassel 1974.
- Vorschläge zur Schulgesetzgebung in Hessen. Hirschgraben-Verlag, Frankfurt a. M. 1950.
- Wege zur Volksbildung. Limes-Verlag, Wiesbaden 1950.
- Entwurf des Gesetzes über den Aufbau des Schulwesens (Schulgrundgesetz) und Begründung. Limes-Verlag, Wiesbaden 1948.
- Die Geltendmachung von Mehransprüchen nach rechtskräftigem Urteil. jur. Diss. Universität Gießen 1929.